# Simca Type 180
Con il nome Simca Type 180 si intende una famiglia di motori a scoppio prodotti tra il 1970 ed il 1989, inizialmente dalla Casa automobilistica francese SIMCA e successivamente, a partire dal 1980, dal Gruppo automobilistico PSA.

## Storia, caratteristiche e versioni

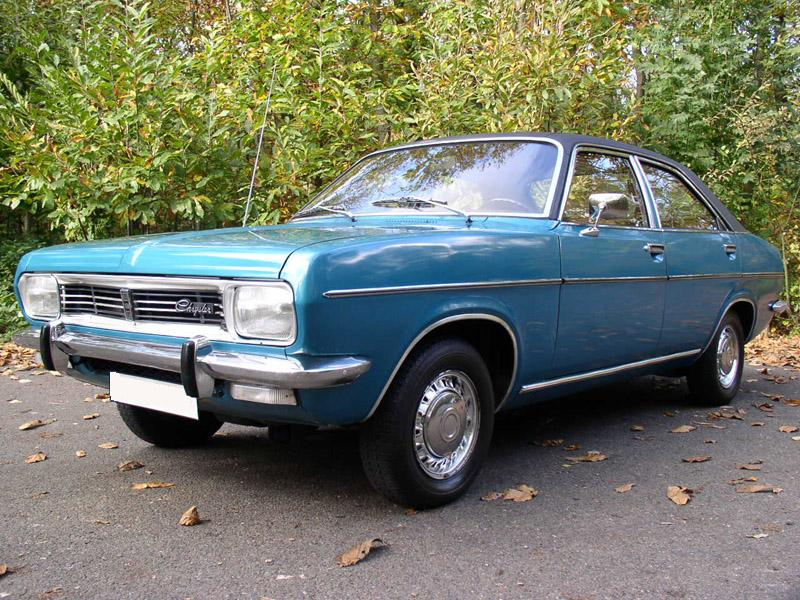
Una Chrysler 160, che montava il 1.6 di base della famiglia 180

I motori della famiglia 180, detti anche Motori Centura, hanno origine da un progetto di fine anni sessanta, volto alla realizzazione di una famiglia di motori di fascia medio-alta con i quali la Casa di Nanterre doveva tornare gradualmente nel settore delle vetture di fascia alta, settore in cui non era più presente fin dal 1961, anno in cui è stata tolta di produzione la Simca Vedette. Inoltre, dato che la Simca apparteneva da alcuni anni al Gruppo Chrysler France, questi nuovi motori sarebbero stati utilizzati anche dai nuovi padroni. In seguito il Gruppo PSA formatosi da pochi anni rilevò l'intero Gruppo Chrysler France, la Simca venne estinta ed i suoi motori vennero costruiti dallo stesso Gruppo PSA.

Le caratteristiche dei motori 180 erano le seguenti:
- architettura a 4 cilindri in linea;
- impostazione dimensionale di tipo superquadro;
- basamento in ghisa con cilindri integrali;
- testata in lega di alluminio;
- distribuzione ad un albero a camme in testa mosso da doppia catena;
- testata a due valvole per cilindro;
- albero a gomiti in acciaio stampato su 5 supporti di banco.

I motori 180 sono alimentati quasi tutti a carburatore, eccetto la versione di punta da 2.2 litri sovralimentata, che è ad iniezione elettronica. Sono stati prodotti in quattro versioni fondamentali, da 1.6 a 2.2 litri. Le prime tre versioni (1.6, 1.8 e 2 litri) sono state utilizzate unicamente da Chrysler per la gamma della versione di punta del brand Simca, ossia la Chrysler 160/180/2 Litres, mentre la versione 2.2 nacque quando la Chrysler Europe era già sotto il Gruppo PSA e quindi venne utilizzata dal colosso francese per alcuni suoi modelli di punta.

### Versione da 1.6 litri
La versione da 1.6 litri è caratterizzata da misure di alesaggio e corsa di 83.4x75 mm, per una cilindrata totale di 1639 cm³. Sono esistite tre varianti della versione da 1.6 litri, descritte di seguito.

#### Type 361
Questa è la variante di base dell'intera famiglia 180, nonché delle versioni da 1.6 litri. È caratterizzata da un rapporto di compressione di 9.15:1 ed è alimentata da un carburatore monocorpo invertito da 34. Questa variante erogava una potenza massima di 80 CV a 5600 giri/min, mentre la coppia massima raggiungeva 123 Nm a 3200 giri/min.

Questo motore è stato montato sulle Chrysler 160 prodotte tra il 1970 ed il 1973.

#### Type 7R1
Questa variante differisce dalla precedente semplicemente per il rapporto di compressione innalzato a 9.45:1, ma le prestazioni non cambiano di molto. È stata introdotta in sostituzione dell'unità 361 ed è stata montata sulle Chrysler 160 prodotte dal 1973 al 1975.

#### Type 7R2
L'ultima variante del 1.6 della famiglia 180 era caratterizzato dall'alimentazione a carburatore doppio corpo invertito. Invariato il rapporto di compressione. Grazie al nuovo carburatore la potenza massima saliva a 90 CV a 5800 giri/min, con coppia motrice di 130 N·m a 3400 giri/min. Tale propulsore è stato montato su:
- Chrysler 160 (1976-77);
- Chrysler-Simca 1609 (1977-79);
- Talbot 1609 (1980-81).

I tre modelli citati erano in realtà lo stesso modello rimarchiato di volta in volta.

### Versione da 1.8 litri
Salendo di livello, la seconda versione appartenente alla famiglia dei motori è caratterizzata dall'alesaggio aumentato da 83.4 ad 87.7 mm, mentre la corsa è rimasta invariata a quota 75 mm. La cilindrata sale così a 1812 cm³. Questa versione si suddivide in due varianti.

#### Type 341
È la prima variante da 1.8 litri in ordine cronologico. Affiancava infatti l'unità 361 da 1.6 litri nella gamma della Chrysler-Simca 160/180/2 Litres e come il 1.6 di base era caratterizzata da un rapporto di compressione di 9.15:1, mentre l'alimentazione era a carburatore doppio corpo. Con tali caratteristiche, la potenza massima era di 97 CV a 5600 giri/min, mentre la coppia massima raggiungeva 144 N·m a 3000 giri/min.

Questo propulsore è stato montato su:
- Chrysler 160 GT (1970-72);
- Chrysler 180 (1970-72).

#### Type 7S2
Questa variante, che è andata a sostituire l'unità 341, era caratterizzata dal rapporto di compressione, portato a 9.45:1, e dall'adozione di un carburatore doppio corpo leggermente più prestante, lo stesso montato sull'unità da 2 litri lanciata in contemporanea. In questo modo la potenza massima salì a 100 CV a 5800 giri/min, con coppia massima di 150 N·m a 3400 giri/min.

Questo motore ha trovato applicazione su:
- Chrysler 180 (1973-76);
- Chrysler-Simca 1610 (1977-79).

### Versione da 2 litri: Type 7T2
Questa versione è stata introdotta nel 1973 per ampliare la gamma della Chrysler 160/180/2L. Tale unità motrice consiste in un'ulteriore rialesatura del 1.8 visto in precedenza. L'alesaggio passò infatti da 87.7 a 91.7 mm, mentre ancora invariata era la corsa (sempre a 75 mm). La cilindrata passò da 1812 a 1981 cm³. Il rapporto di compressione era di 9.45:1, mentre l'alimentazione era affidata ad un carburatore doppio corpo. La potenza massima raggiungeva così 110 CV a 5800 giri/min, mentre la coppia massima era di 160 N·m a 3200 giri/min. Questo motore è stato montato su:
- Chrysler 2 Litre (1973-76);
- Chrysler-Simca 2 Litre (1976-78);
- Talbot 1610 (1979-80);
- Talbot 2 litre, solo in Gran Bretagna (1979-80).

### Versione da 2.2 litri

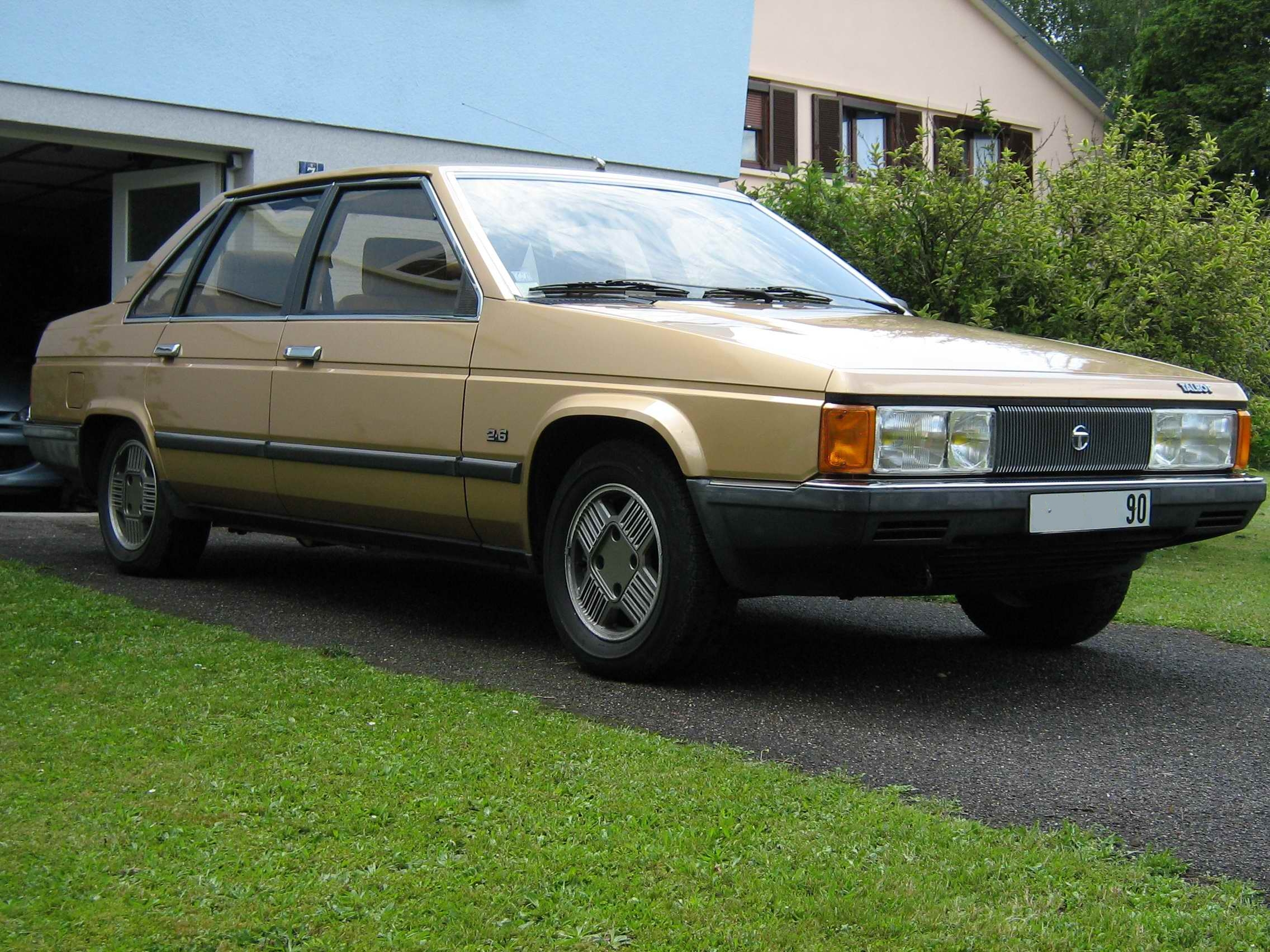
La sfortunata Talbot Tagora è stata la prima vettura a montare un 2.2 litri della famiglia 180

La più grande delle versioni dei motori Centura è stata introdotta nel 1980 con l'arrivo della nuova Talbot Tagora che avrebbe sostituito la gamma delle Chrysler 160/180/2 Litres. Tale versione nasce dalla modifica sia dell'alesaggio sia della corsa. Mentre il primo è stato aumentato solo leggermente, essendo passato da 91.7 a 92 mm, la corsa ha subito un incremento più deciso, da 75 ad 81.5 mm. La cilindrata passò quindi a 2155 cm³. Questo motore sarebbe durato per quasi tutti gli anni ottanta, ma in quel periodo vi era un'altra unità da 2.2 litri utilizzata dal Gruppo PSA, vale a dire il Douvrin ZDJL utilizzato da Renault e Peugeot. È quindi importante non fare confusione tra le due unità: l'unità Simca era da 2155 cm³, mentre l'unità Douvrin era un motore da 2165 cm³, dieci centimetri cubi in più.

La versione da 2.2 litri è stata prodotta in più varianti, di cui una sola aspirata: le altre varianti, sovralimentate mediante turbocompressore, sono state montate tutte solo sulla Peugeot 505 Turbo.

#### Type 9N2
Questa sigla identifica la prima variante da 2.2 litri della famiglia 180 in ordine cronologico, nonché l'unica aspirata. Caratterizzata da un rapporto di compressione di 9.45:1, è stata proposta a sua volta in tre sottovarianti.
La prima sottovariante era alimentata da un carburatore doppio corpo da 36 ed erogava una potenza massima di 115 CV a 5400 giri/min, con una coppia massima di 180 N·m a 3200 giri/min. Tale sottovariante è stata montata sulla Talbot Tagora 2.2 GL/GLS (1980-82).
La seconda sottovariante presenta alcune piccole migliorie, che hanno permesso di portare la potenza massima a 118 CV a 5800 giri/min, con un picco di coppia pari a 185 N·m a 3000 giri/min. In questa configurazione, questo motore ha trovato posto sotto il cofano della Talbot-Matra Murena 2.2, prodotta dal 1980 al 1984.
La terza sottovariante, meno nota, ed effettivamente commercializzata per poco tempo, si distingueva per numerose modifiche al 2.2 da 118 CV, tra cui l'adozione di due carburatori doppio corpo da 40 in luogo del singolo doppio corpo da 36. In questo modo la potenza massima salì a 142 CV. Questo motore è stato montat sulle Talbot-Matra Murena 2.2 S prodotte solo nel 1984.

#### Type N9T
Questa è la prima delle versioni sovralimentate. Il turbocompressore utilizzato era un Garrett T3, sprovvisto però di intercooler, la cui pressione massima di sovralimentazione era di 0.51 bar. Il rapporto di compressione era di 7.5:1. L'alimentazione era ad iniezione elettronica, anziché a carburatori, così come sulle altre successive evoluzioni del 2.2 sovralimentato. Per ottenere la messa a punto ideale di questo propulsore, Peugeot si è avvalsa del prezioso contributo professionale di un'icona delle auto sportive e dei motori sovralimentati come la Porsche.

La potenza massima erogata dall'unità N9T era di 150 CV a 5200 giri/min, mentre la coppia massima raggiungeva 235 N·m a 3000 giri/min. Questo motore è stato montato sulle Peugeot 505 Turbo prodotte tra il marzo 1983 ed i primi mesi del 1984. Questo motore è stato preferito dalla Peugeot al suo 2.2 litri Douvrin per il fatto di risultare più rigido e quindi più resistente alle alte sollecitazioni termiche e meccaniche impostegli dalla sovralimentazione. Inoltre è risultato anche più facile da aggiornare nei condotti di lubrificazione, che nella versione sovralimentata andavano rivisti e ridisegnati.

#### Type N9TE
Questa sigla cela un motore che è un'evoluzione dell'unità N9T. Al nuovo 2.2 litri sovralimentato di origine Simca è stato montato anche l'intercooler, fatto che ha permesso di spremere più cavalli dal motore stesso, il quale arrivò ad erogare così 160 CV a 5200 giri/min, con coppia massima di 245 N·m a 3000 giri/min. Questo motore ha equipaggiato le Peugeot 505 Turbo prodotte tra il 1984 ed il 1985.

#### Type N9TEA
Questa è una nuova evoluzione del 2.2 litri 180 sovralimentato. Qui la pressione di sovralimentazione è stata aumentata a 0.78 bar. La potenza massima raggiungeva così ben 180 CV a 5200 giri/min, con un picco di coppia pari a 275 N·m a 3000 giri/min. Questo motore ha equipaggiato le Peugeot 505 Turbo prodotte dal 1986 al 1989.

#### Altre evoluzioni del 2.2 litri Turbo
Un'ulteriore evoluzione del 2.2 litri Turbo si è avuta nel 1985, quando la Citroën presentò la Citroën BX 4TC, versione da rally della berlina francese. Il suo motore era strettamente derivato dal 2.2 Turbo della 505 Turbo, ma aveva la cilindrata leggermente ridotta e passata a 2142 cm³.

Nei motori destinati alle BX 4TC stradali, il rapporto di compressione scese a 7:1 e la potenza massima raggiungeva 200 CV a 5250 giri/min, mentre la coppia massima era di 294 NM a 2750 giri/min.

I motori destinati alle BX 4TC Evo, ossia la vera vettura da competizione, il motore ha visto il montaggio di un più prestante turbocompressore KKK in luogo dell'originario Garrett. Inoltre, la pressione di sovralimentazione è stata portata ad 1.3 bar. Tutto ciò, assieme ad altri interventi, permise di portare la potenza massima a 380 CV a 7000 giri/min, con un picco di coppia di ben 451 N·m a 5500 giri/min.